# Študije spola
Študije spola je ime za sklop znanstvenih disciplin (sociologija, filozofija, literarna teorija, filmska teorija, antropologija, psihoanaliza, psihologija, feministična teorija), ki analizirajo spol. Kritično obravnavajo že uveljavljene teoretske vzorce in nove perspektive.

## Študij spola
Filozofinja Simone de Beauvoir je dejala: »Ne rodiš se kot ženska, ampak to postaneš.« Izraz »spol« se nanaša na družbeno in kulturno razlago ženskosti in moškosti. V središče analize postavljajo zgodovinsko, kulturno in politično obdelavo spolnih in seksualnih razmerij. Družbeno življenje analizirajo skozi optiko spola in seksualnosti.

## Razvoj teorije študija spola

### Ženske študije
Izpostavljena tema ženskih študij so feministična teorija, feministična psihoanaliza, feministična politika (feminizem). Vplivale so na razvoj družboslovja in humanistike.

### Moške študije
So interdisciplinarno polje, posvečeno temam, ki se nanašajo na moške, spol in politiko. Pogosto vključujejo mačistične teorije, moško zgodovino, moško zdravje. Moške študije so vplivale predvsem na družboslovje in humanistiko. Ključni deli, ki usklajujeta razmerje med moško in žensko interpretacijo študij spola, sta Does Feminism Discriminate Against Me avtorjev Warreba Farella in Jamesa Sterba ter delo Roryja Ridley-Duja Gendering, Courtship and Pay Equality.

## Vplivi na študije spola

### Literarna teorija
Psihoanalitično orientiran francoski feminizem je od nekdaj v središče postavljal vizualno in literarno teorijo. Vzpodbudil je feministične avtorice, da so ustvarjale literarne tekste in poezijo z vidika spola.

### Postmodernistični vplivi
Nastanek postfeminizma je vplival na študije spola tako, da je povzročil odmik v teoriji identitete od koncepta stalnih spolnih identitet v postmodernistične spremenljive identitete. Primer takšnega vpliva se kaže v delu Donne Haraway The Cyborg Manifesto.

### Psihoanalitična teorija
Sigmund Freud   in  Jacques Lacan 
Delo Sigmunda Freuda je vplivalo na feministične teoretičarke (Juliet Mitchell, Griseldo Pollock, Jane Gallop). Psihoanalitična teorija naj bi bila ključna za feministične projekte. Skupaj z drugimi teoretičnimi tradicijami se mora prilagajati ženskim feminističnim teorijam in se osvoboditi seksizmov.
Nekateri kritiki obtožujejo Jacquesa Lacana, da je ohranjal seksualno tradicijo v psihoanalizi. Judith Butler, Bracha Ettinger in Jane Gallop so uporabljale Lacanovo delo za razvoj teorije spola.

## Študije spola v Sloveniji
Izvedba študija na področju Študiji spola je v celoti usklajena s strukturo in organizacijo interdisciplinarnega doktorskega programa Humanistika in družboslovje. Študent vpiše dva temeljna predmeta: Teorije in epistemologija spola  ter Metodologija raziskovanja spola, ki ju skupaj pripravljata Filozofska fakulteta v Ljubljani in Fakulteta za družbene vede v Ljubljani. Študije spola predavajo tudi na Fakulteti za humanistične študije, smer Kulturni študiji, kjer predava doc. dr. Alenka Švab. Osnovni cilj predmeta je, da študenti spoznavajo glavne tematike in nasprotja med družbeno in kulturno konstrukcijo spolov. Seznanjajo se z različnimi teoretskimi in disciplinarnimi pristopi, ki obravnavajo spolno in seksualno konstrukcijo vsakdanjega življenja.

## Domači avtorji
Eva Bahovec,
Urša Jerman,
Alojzija Zupan Sosič,
Irena Novak-Popov,
Andrej Zavrl.